# Скадинская волость

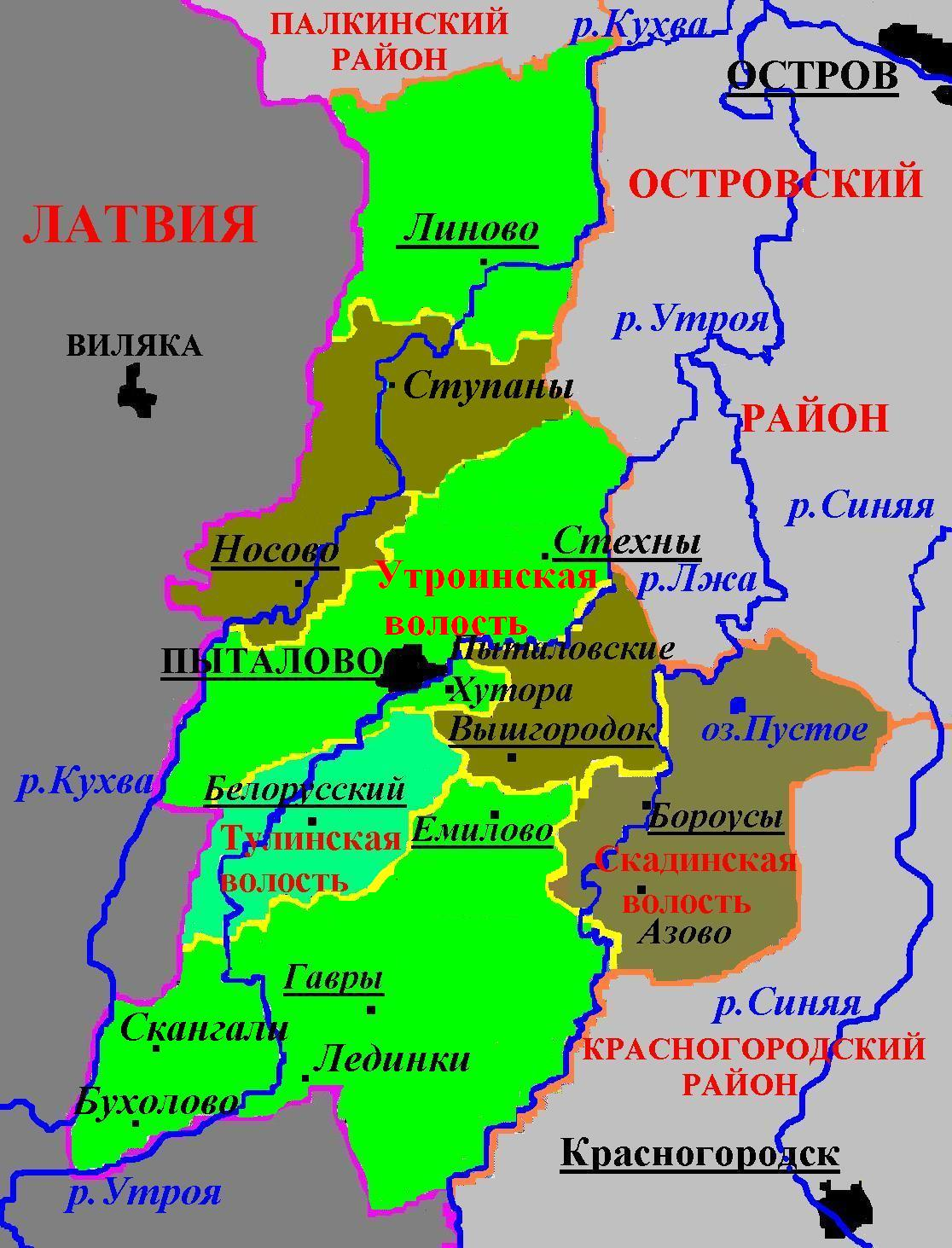
Административное деление Пыталовского района в 2010—2015 гг.

Скадинская волость — бывшие административно-территориальная единица 3-го уровня (1995—2015 гг.) и муниципальное образование со статусом сельского поселения (2005—2015 гг.) в Пыталовском районе Псковской области России.
Административный центр — деревня Бороусы.

## География
Территория волости граничила на северо-западе с Вышгородской, на западе — с Гавровской волостями Пыталовского района, на севере — с Островским районом, на востоке — с Красногородским районом Псковской области.

## Население
| 2002 | 2010 | 2012 | 2013 | 2014 | 2015 |
| ---- | ---- | ---- | ---- | ---- | ---- |
| 614  | ↘561 | ↘559 | ↘522 | ↘508 | ↘471 |

## Населённые пункты
В состав Скадинской волости входило 36 деревень: Азово, Антошково, Бесенята, Бердыши, Бланты, Бороусы, Вильниково, Горбатица, Дрыкушки, Камши, Коврыги, Кокшино, Липовицы, Ломаши, Мишково, Нивки, Никончики, Новый Посёлок, Осипки, Пехово, Пустое Воскресенье, Рогово, Святица, Селиваны, Скадино, Строды, Сусаново, Хворостово, Хлюстино, Шитики, Шкарды, Шкурлы, Шмайлы, Боросково, Гашни.

## История
Постановлением Псковского областного Собрания депутатов от 26 января 1995 года все сельсоветы в Псковской области были переименованы в волости, в том числе Скадинский сельсовет был превращён в Скадинскую волость.
Законом Псковской области от 28 февраля 2005 года в границах Скадинской волости было также образовано муниципальные образования Скадинская волость со статусом сельского поселения с 1 января 2006 года в составе муниципального образования Пыталовский район со статусом муниципального района.
Закон Псковской области от 30 марта 2015 года волость была упразднена и 11 апреля 2015 года включена в состав Гавровской волости.